# Cantó de La Noalha
El cantó de La Noalha és un cantó francès del departament de la Dordonya, situat al districte de Nontronh. Té 10 municipis i el cap és La Noalha.

## Municipis
- Engoissa
- Dussac
- La Noalha
- Nantiac
- Paisac
- Sent Circ las Champanhas
- Sent Soplesí d'Eissiduelh
- Sarlanda
- Sarrasac
- Savinhac Ledrier

## Història
| Data d'elecció                           | Identitat               | Partit        | Qualitat |
| ---------------------------------------- | ----------------------- | ------------- | -------- |
| 1985-1998                                | Jane Lataste            | Divers droite |          |
| 1998-                                    | Jean-Michel Lamassiaude | PS            |          |
| les dades anteriors no són pas conegudes |                         |               |          |
|                                          |                         |               |          |

## Demografia
| 1962  | 1968  | 1975  | 1982  | 1990  | 1999  | 2006  |
| ----- | ----- | ----- | ----- | ----- | ----- | ----- |
| 8.240 | 7.486 | 6.668 | 6.185 | 5.811 | 5.507 | 5.475 |